# Мойеро

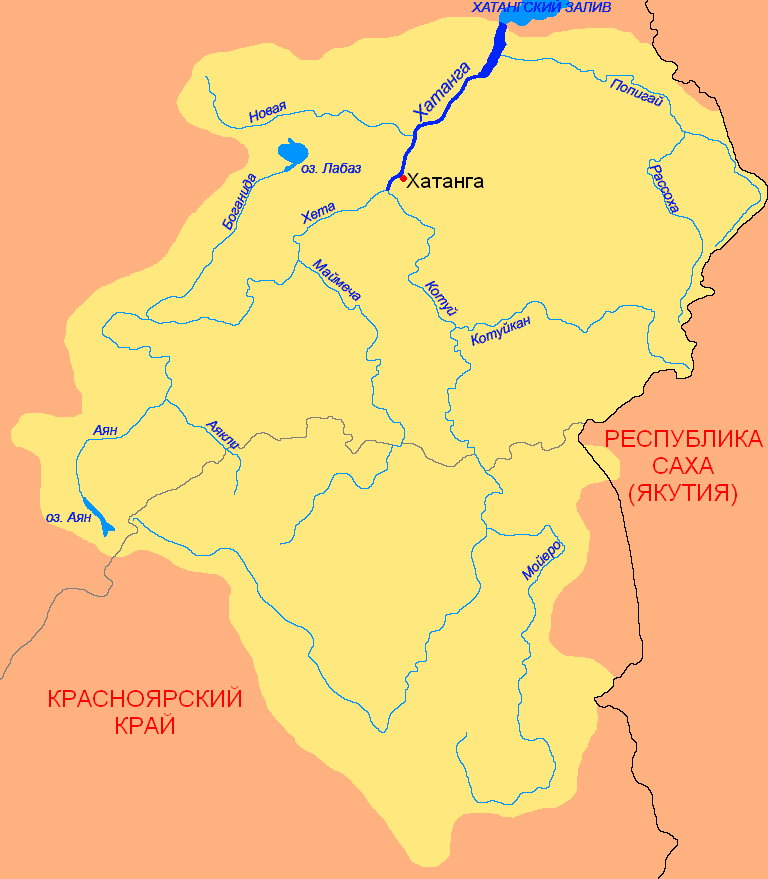
Бассейн реки Хатанга

Мо́йеро (Моньеро, Монюра) — река в Красноярском крае, правый приток реки Котуя. Длина — 825 км. Площадь бассейна — 30900 км².
Берёт начало из озера Холю в равнинной, заболоченной местности. Течёт в зоне тайги. В средней и нижней части течение быстрое; в среднем течении река порожиста; в нижнем — много перекатов.
Вскрывается в июне, замерзает в начале октября. Наиболее значительные притоки: Мойерокан (правый), Далкит (левый). В нижнем течении доступна для малых моторных судов.